# تشارلي هدسون
تشارلي هدسون (بالإنجليزية: Charlie Hudson)‏ هو لاعب كرة قاعدة أمريكي، ولد في 18 أغسطس 1949 في أدا في الولايات المتحدة.

## وصلات خارجية
- تشارلي هدسون على موقعبيزبول رفرنس.كوم (الدوري الرئيسي) (الإنجليزية)
- تشارلي هدسون على موقعبيزبول رفرنس.كوم (الدوري الثانوي) (الإنجليزية)
- تشارلي هدسون على موقع مشجعي الرسوم البيانية (الإنجليزية)